# Жекия-да-Прая
Жекия-да-Прая (порт. Jequiá da Praia)  —  муниципалитет в Бразилии, входит в штат Алагоас. Составная часть мезорегиона Восток штата Алагоас. Входит в экономико-статистический  микрорегион Сан-Мигел-дус-Кампус. Население составляет 12 916 человек. Занимает площадь 338,60 км².

## История
Город основан в 1998 году.